# Centris spilopoda
Centris spilopoda là một loài Hymenoptera trong họ Apidae. Loài này được Moure mô tả khoa học năm 1969.